# Antonio Riberi
Antonio Riberi (Monte Carlo, 15 giugno 1897 – Roma, 16 dicembre 1967) è stato un cardinale e arcivescovo cattolico italiano.

## Biografia
Antonio Riberi nacque a Monte Carlo il 15 giugno 1897 da genitori limonesi, emigrati all'estero per ragioni di lavoro.

### Formazione e ministero sacerdotale
Frequentò le scuole elementari presso i Fratelli delle scuole cristiane monegasche. A dodici anni entrò nel Seminario Vescovile di Cuneo, dove venne ordinato sacerdote il 29 giugno 1922. Nell'ottobre dello stesso anno, per le sue doti di intelligenza, fu mandato a Roma, ove frequentò l'Università Gregoriana e la Pontificia Accademia Ecclesiastica, laureandosi in Diritto Canonico e Filosofia. Fu compagno di studi di Giovanni Battista Montini. 
Nel 1925 entrò nella diplomazia vaticana e rivestì il suo primo incarico come Segretario di Nunziatura a La Paz in Bolivia, ove rimase cinque anni, in seguito, passò come uditore a Dublino in Irlanda, ove rimase pure cinque anni.

### Ministero episcopale e cardinalato
Nel 1934 venne consacrato vescovo è destinato in qualità di delegato Apostolico di Mombasa per l'Africa, ove rimase otto anni.
Nel 1942 fu richiamato a Roma presso il Vaticano e gli venne affidato da Pio XII l'ufficio di organizzare l'assistenza ai prigionieri, ai profughi ed agli sfollati, durante la seconda guerra mondiale.
Dal 6 luglio 1946 e per circa tredici anni fu inter-nunzio apostolico in Cina, con sede a Nanchino. Dopo la presa del potere da parte di Mao, fu sottoposto a processo ed espulso, e dovette rifugiarsi prima ad Hong Kong e poi a Taipei.
Nel 1960, dopo una breve sosta a Roma, ritornò a Dublino come nunzio, ed il 28 aprile 1962 fu trasferito alla nunziatura di Madrid.
Papa Paolo VI lo elevò al rango di cardinale nel concistoro del 26 giugno 1967, ricevette la berretta cardinalizia dal generale Francisco Franco secondo l'antica usanza spagnola.
Dopo i festeggiamenti imponenti, ricevuti per la sua nomina, a Madrid, al Principato di Monaco e a Limone Piemonte, si stabilì a Roma presso il Collegio dei Legionari di Cristo, dove morì improvvisamente il pomeriggio del 16 dicembre 1967 all'età di 70 anni.
La salma del cardinal Riberi riposa a Limone Piemonte nella chiesa di Sant'Antonio da Padova.

## Genealogia episcopale e successione apostolica
La genealogia episcopale è:
- Cardinale Scipione Rebiba
- Cardinale Giulio Antonio Santori
- Cardinale Girolamo Bernerio, O.P.
- Arcivescovo Galeazzo Sanvitale
- Cardinale Ludovico Ludovisi
- Cardinale Luigi Caetani
- Cardinale Ulderico Carpegna
- Cardinale Paluzzo Paluzzi Altieri degli Albertoni
- Papa Benedetto XIII
- Papa Benedetto XIV
- Papa Clemente XIII
- Cardinale Marcantonio Colonna
- Cardinale Giacinto Sigismondo Gerdil, B.
- Cardinale Giulio Maria della Somaglia
- Cardinale Carlo Odescalchi, S.I.
- Cardinale Costantino Patrizi Naro
- Cardinale Serafino Vannutelli
- Cardinale Domenico Serafini, Cong. Subl. O.S.B.
- Cardinale Pietro Fumasoni Biondi
- Cardinale Antonio Riberi

La successione apostolica è:
- Arcivescovo Gaetano Pollio, P.I.M.E. (1947)
- Vescovo Michele Alberto Arduino, S.D.B. (1948)
- Vescovo Juan Bautista Velasco Díaz, O.P. (1948)
- Vescovo Simon Lei Chang-hsia (1949)
- Cardinale Ignatius Kung Pin-mei (1949)
- Arcivescovo Ignatius P’i-Shu-Shih (1949)
- Vescovo Arturo Quintanilla Manzanares del Rosario, O.A.R. (1950)
- Vescovo Francis Han Ting-pi (1950)
- Vescovo Anthony Chow Wei-tao, O.F.M. (1950)
- Vescovo Ignacio Gregorio Larrañaga Lasa, O.F.M.Cap. (1950)
- Arcivescovo Joseph Kuo Joshih, C.D.D. (1952)
- Vescovo Sinforiano Lucas Rojo, O.M.I. (1962)
- Arcivescovo Maximino Romero de Lema (1964)
- Vescovo Mauro Rubio Repullés (1964)
- Vescovo Vincente Puchol Montis (1965)
- Arcivescovo Gabino Díaz Merchán (1965)
- Cardinale Ángel Suquía Goicoechea (1966)
- Arcivescovo Miguel Roca Cabanellas (1966)
- Vescovo Antonio Briva Mirabent (1967)